# Kīlauea
Kīlauea – czynny wulkan leżący w archipelagu Hawajów (USA) na wyspie Hawaiʻi. Hawajczycy używają nazwy Kīlauea wyłącznie na określenie szczytowego krateru (Halemaʻumaʻu), jednak wulkanolodzy stosują ją na określenie całego wulkanu.
Wulkan wznosi się na wysokość 1247 m n.p.m. i zajmuje powierzchnię 1430 km², co stanowi 13,7% powierzchni wyspy. W głównym kraterze znajduje się jezioro lawowe Halemaʻumaʻu.
Wulkan zbudowany jest z bazaltu.

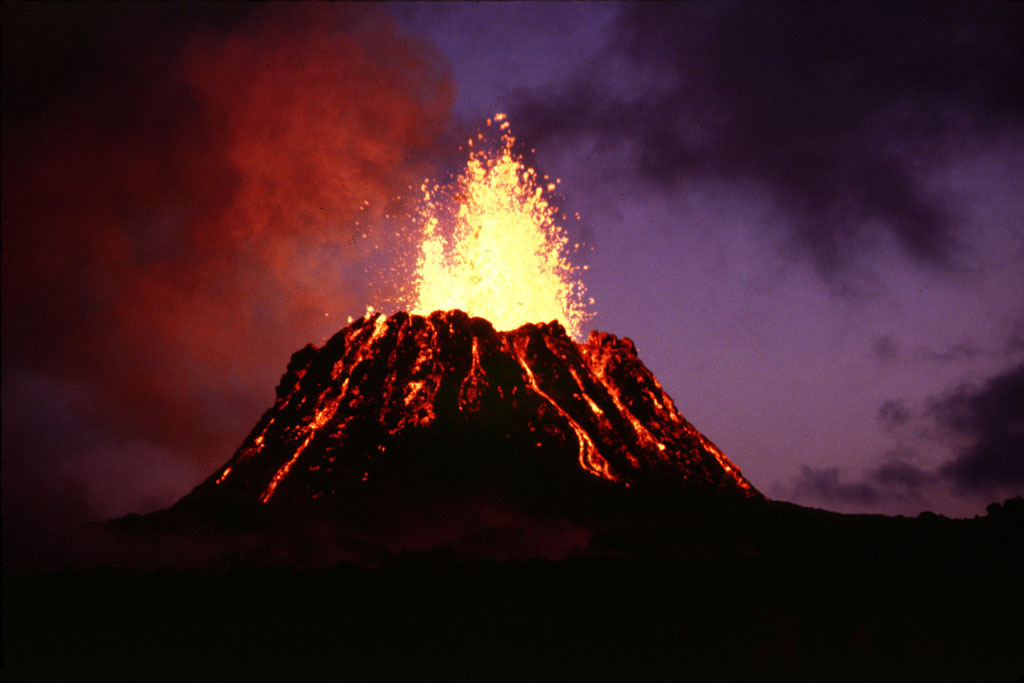
Wybuch wulkanu na stożku Puʻu ʻŌʻō w 1983 r.

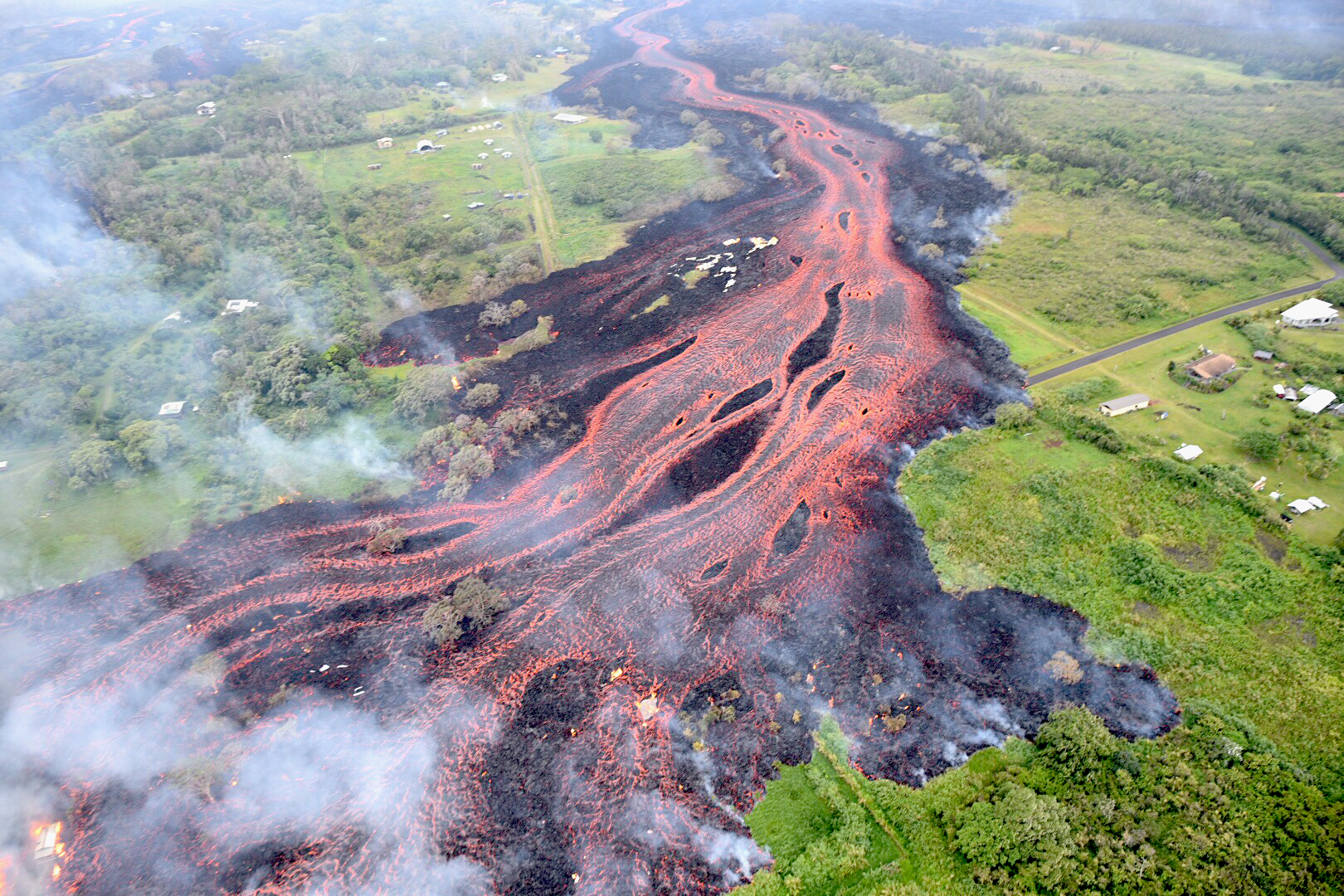
Wypływ lawy ze wschodniej strefy ryftowej w 2018 roku

Ostatnia erupcja wulkanu rozpoczęła się 20 grudnia 2020 roku. Poprzednia, długa erupcja trwała od 3 stycznia 1983 roku do 4 września 2018 roku i zakończyła się dużym, niszczycielskim epizodem na obszarze Leilani Estates, 
Pierwsza erupcja nastąpiła około 300 000-600 000 lat temu, jednak za względu na ciągłą aktywność i przykrywanie przez wypływającą lawę powierzchni góry, najstarsze znalezione skały mają około 23 000 lat.
Pierwszym Europejczykiem, który ujrzał wulkan był William Ellis, który dokonał tego w 1823 r. Od tamtego czasu odnotowano 61 erupcji, z czego 34 od 1952 r. Od 1983 r. do 2018 r. wulkan ciągle wyrzucał lawę i dymy.
Według tradycyjnych hawajskich wierzeń Kīlauea jest siedzibą bogini Pele. Wiele hawajskich pieśni oraz ustna tradycja mówi o wybuchach wulkanu spowodowanych złością Pele. Halemaʻumaʻu po hawajsku oznacza dom paproci. Według legendy nazwa ta wzięła się od odrzuconego zalotnika Pele – Kamapuaʻa, który zbudował z paproci dom nad kraterem, by zapobiec ucieczce Pele i erupcjom wulkanu, co jednak nie przyniosło rezultatu.